# Епархия Пинляна

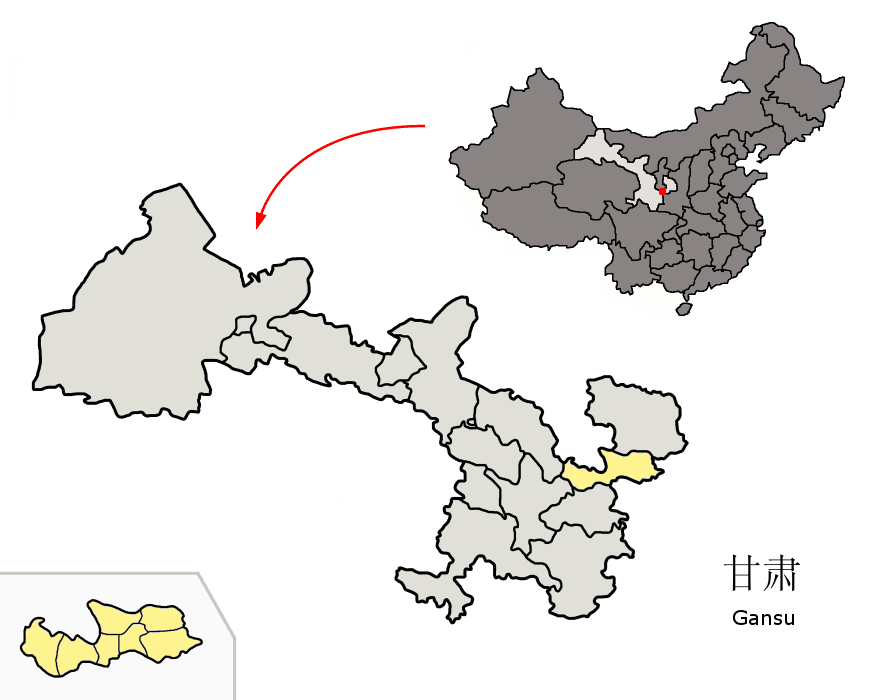
Расположение города Пинляна

 Епархия Пинляна  (лат. Dioecesis Pimliamensis) — епархия Римско-Католической церкви с центром в городе Пинлян, Китай. Епархия Пинляна входит в митрополию Ланьчжоу.

## История
25 января 1930 года Римский папа Пий XI выпустил бреве «Longinquis in regionibus», которым учредил апостольскую префектуру Пинляна, выделив её из апостольского викариата Циньчжоу (сегодня — Епархия Циньчжоу).
24 июня 1950 года Римский папа Пий XII издал буллу «Indefesso constantique», которой преобразовал апостольскую префектуру Пинляна в епархию.

## Ординарии епархии
- епископ Ignacio Gregorio Larrañaga Lasa (25.06.1950 — 18.02.1975)
  - Sede vacante (с 1975 года — по настоящее время)

## Источник
- Annuario Pontificio, Libreria Editrice Vaticana, Città del Vaticano, 2003, ISBN 88-209-7422-3
- Бреве Longinquis in regionibus, AAS 22 (1930), стр. 477
- Булла Indefesso constantique, AAS 43 (1951), стр. 145  (лат.)